# Xiphorhynchus
Xiphorhynchus é um gênero de aves da família Furnariidae, subfamília Dendrocolaptinae.

## Espécies
- Xiphorhynchus obsoletus (Lichtenstein, 1820)
- Xiphorhynchus fuscus (Vieillot, 1818)
- Xiphorhynchus ocellatus (von Spix, 1824)
- Xiphorhynchus chunchotambo (Tschudi, 1844)
- Xiphorhynchus elegans (Pelzeln, 1868)
- Xiphorhynchus spixii (Lesson, 1830)
- Xiphorhynchus pardalotus (Vieillot, 1818)
- Xiphorhynchus guttatus (Lichtenstein, 1820)
- Xiphorhynchus susurrans (Jardine, 1847)
- Xiphorhynchus flavigaster Swainson, 1827
- Xiphorhynchus lachrymosus (Lawrence, 1862)
- Xiphorhynchus erythropygius (Sclater, PL, 1860)
- Xiphorhynchus triangularis (Lafresnaye, 1842)